# エジプト・シリア戦役
エジプト・シリア戦役（エジプト・シリアせんえき、仏: Campagne d'Égypte et de Syrie）は、1798年から1801年まで、フランス軍がエジプト・シリアへ遠征した戦役である。単にエジプト遠征（仏: Expédition d'Égypte）ともいう。

ナポレオン・ボナパルト率いる5万人のフランス軍が、マルタ島を経由して、エジプトのアレクサンドリア近郊に上陸した。途中ナポレオンは帰還するも、延べ約3年間に渡って、地元のマムルーク軍や諸勢力、イギリス軍、そして後に宣戦してきたエジプト・シリアを間接支配するオスマン帝国の正規軍と戦った。

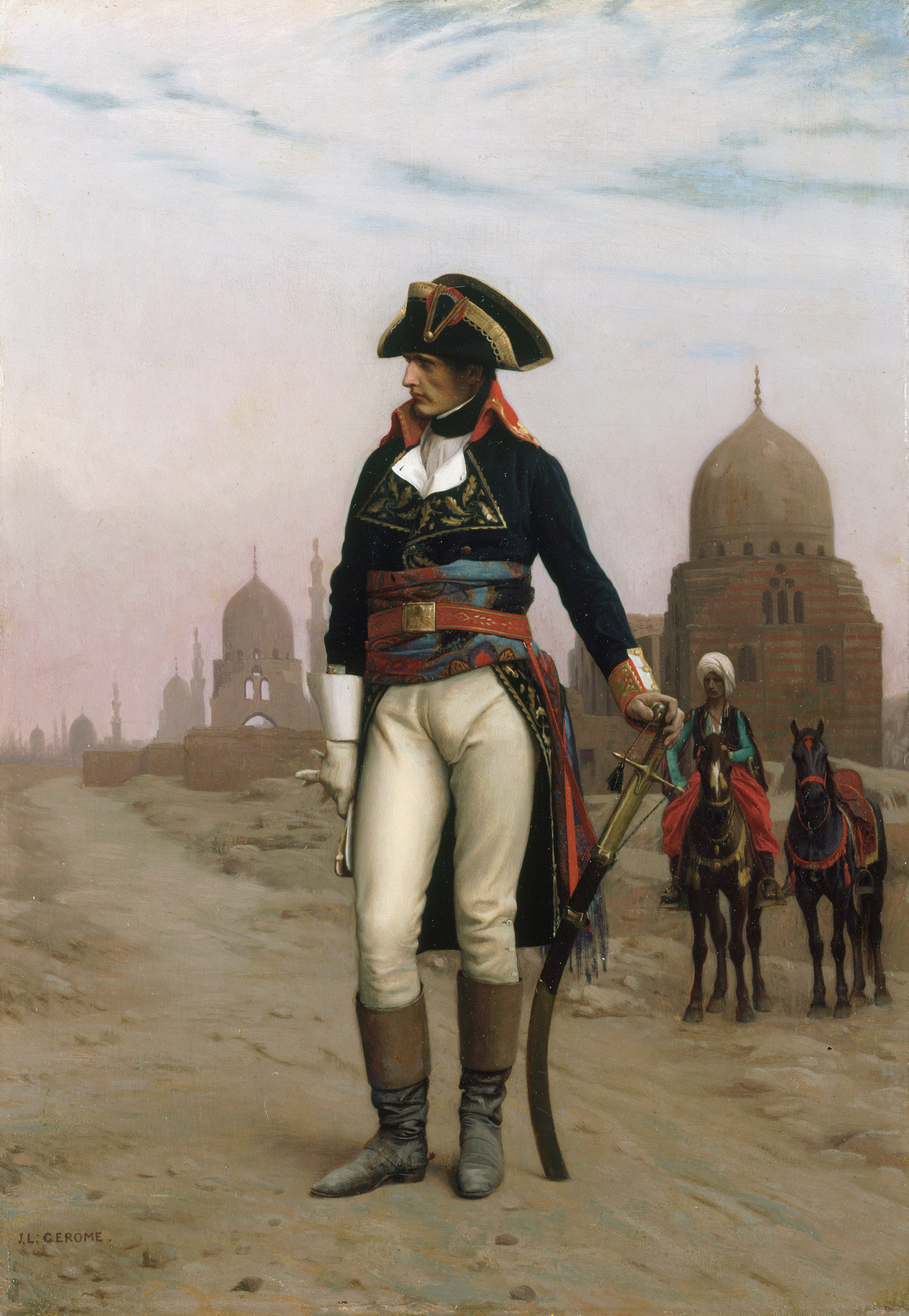
カイロのナポレオン

## 背景
ナポレオンがエジプトへと遠征したのは、大陸の制覇を進めるフランスにとって、海の向こう側にあって手を出すことができず、いわば目の上のこぶであったイギリスを牽制するためであった。インドに重要な植民地をもつイギリスは、植民地と本国とに連絡を取るに当たりエジプトを経由していた。そのため、エジプトを奪うことはイギリス本国とインド植民地、さらにインドと地中海の結びつきをなくすことができ、あわよくばインドの植民地を奪取することにもつながるため、戦略上重要と考えられた。
一方エジプトの側は、300年来オスマン帝国の統治下にあったが、長い統治の間にイスタンブールの帝国政府が及ぼす支配力は衰えを見せており、エジプトは24に分かれた県を知事として支配するマムルークの有力者（パシャ）によって実質上牛耳られていた。カフカスのチェルケス人などの非アラブ系の白人奴隷からなるマムルークたちは、奴隷戦士としてエジプトに連れてこられた外来の傭兵であったが、土着してエジプトの地元民を支配して勢力を持つようになった。フランスはこのマムルークの支配からエジプトの民衆を解放するとし、友好国のオスマン帝国の正統な支配を助けるという名目を盾にエジプトに侵攻することとなった。

## 経過

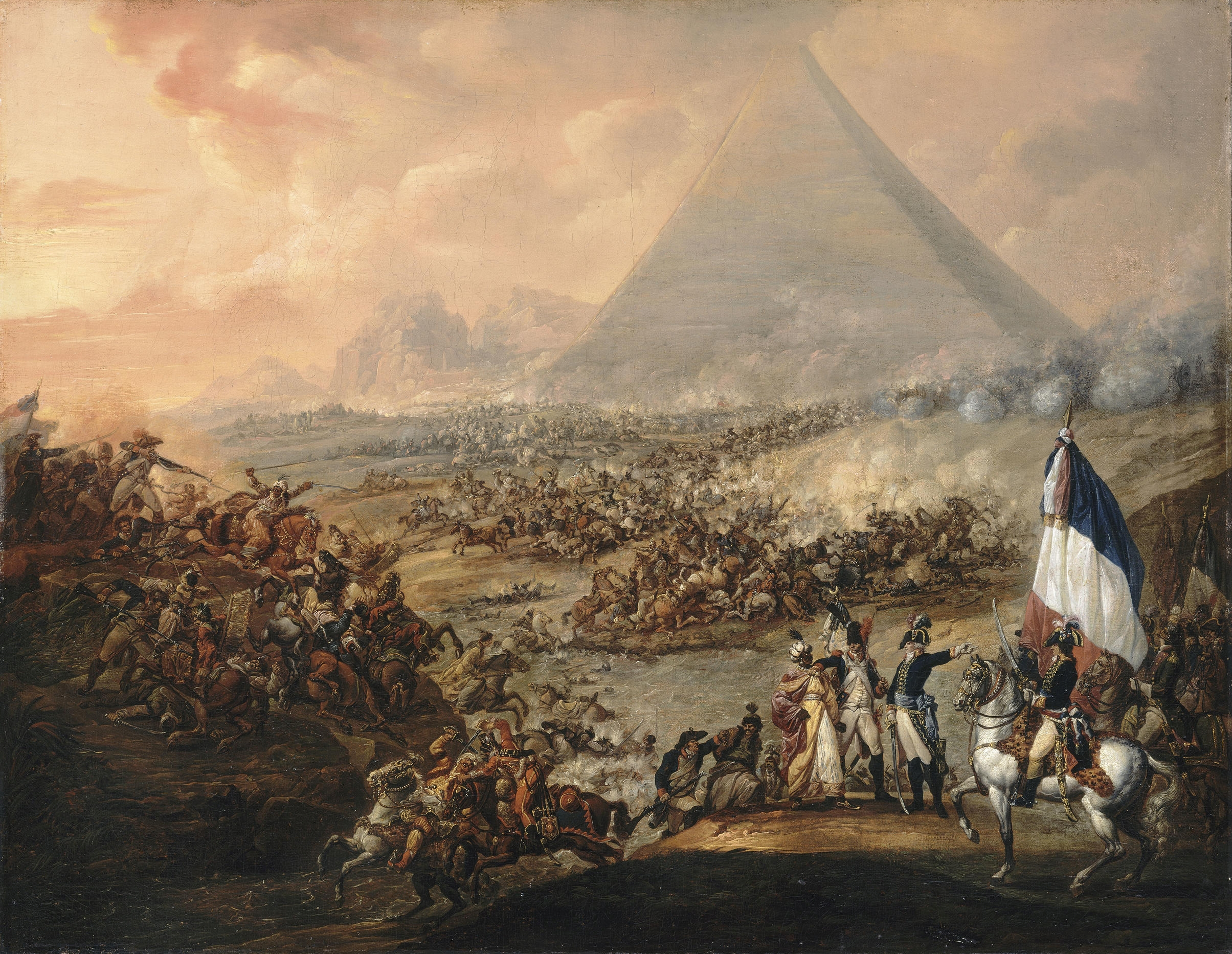
ピラミッドの戦い

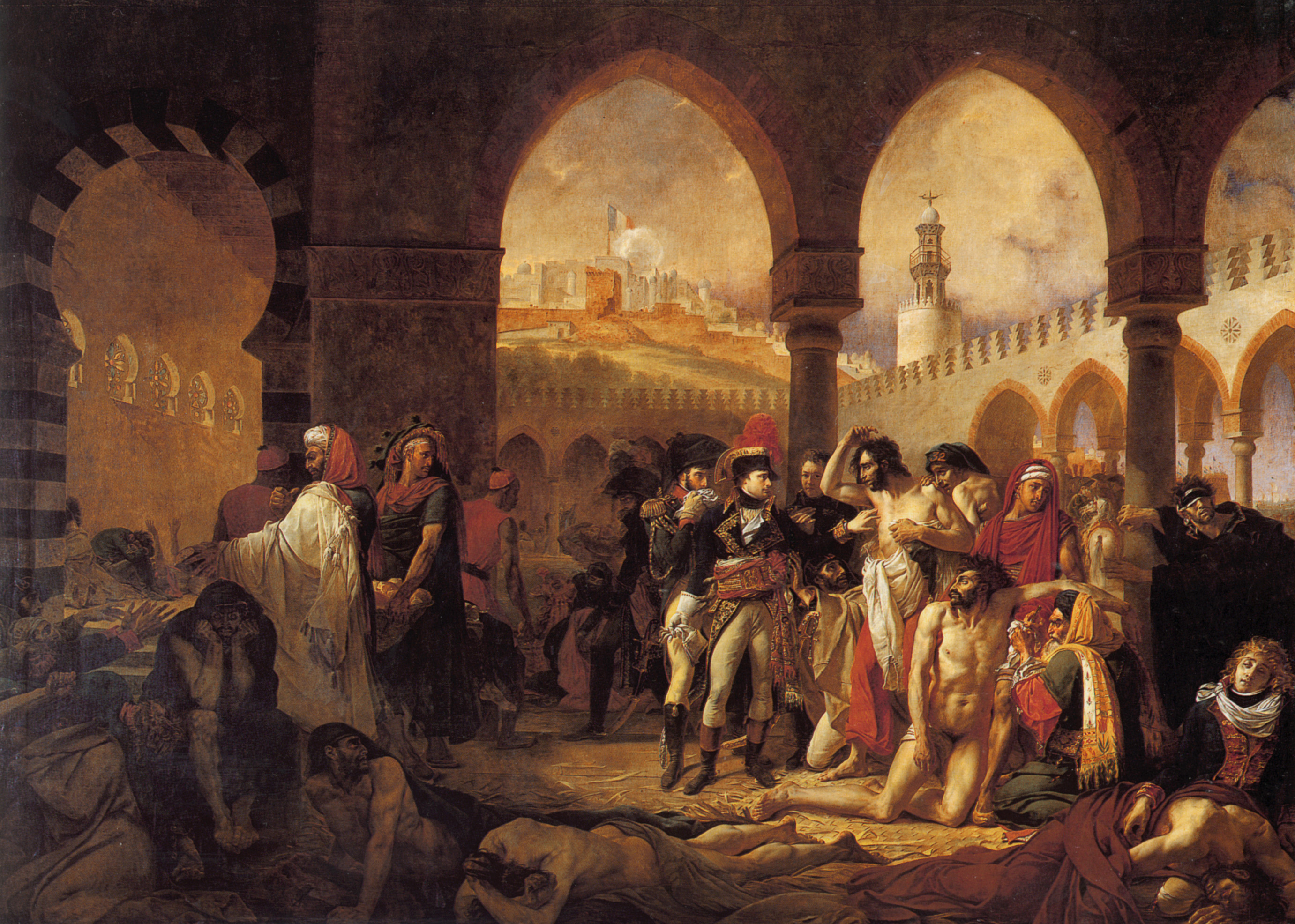
『ヤッファのペスト患者を見舞うナポレオン』（アントワーヌ＝ジャン・グロ）

1798年7月3日、アブキールの港からエジプトに上陸したフランス軍は翌日には地中海岸の最重要都市アレクサンドリアを占領した。彼らはエジプトの首府カイロへ最短距離で行くために砂漠の真ん中を行軍してカイロに迫ると、7月21日にようやくたどり着いたカイロ近郊のナイル川河畔の村でエムバベで、待ち構えていたエジプトのマムルーク軍を打ち破った。
三大ピラミッドのあるギーザまでわずか15kmのこの地でピラミッドを望みながら行われたため「ピラミッドの戦い」という名で知られているこの戦闘において、きらびやかな衣装に身を包み、ショールを着込んで馬を駆り、ものすごい速さで迫り来る中世さながらのマムルーク騎士に対し、銃剣を装備した歩兵を主体とし方陣隊形を組んだ近代的なフランス軍が圧勝を収めた。マムルークの突撃はフランス軍の一斉射撃の前に銃剣で固められた方陣の戦列を破ることができず敗走し、フランス軍は塹壕も瞬く間に突破してエジプト軍を殲滅した。戦闘はあまりにも至近距離で行われたため、「敵の衣装が我が軍の銃の、発火装置に引っかかり、敵の衣装に火がついた。我々の組む方陣の周りのばたばたと折り重なる敵の死体には炎が立ち、傷口から流れでる脂肪がその炎をますます燃えたたせた」とある従軍した兵士は語っている。1500騎のマムルークを壊滅させた激戦であったにもかかわらず、フランス軍の死傷者はわずか数十名であったという。
このときナポレオンが放ったとされる「兵士諸君、4000年の歴史が見下ろしている」という言葉は有名であるが、この言葉はセントヘレナ島での回想記が初出である。
ピラミッドの戦いに勝利したフランス軍は南進し、翌日カイロ市はフランス軍に降伏した。7月25日、ナポレオンはカイロに入城し、上陸からわずか3週間でエジプト征服をほぼ完了した。しかし、エジプトを掠め取られた格好になるオスマン帝国は当然のようにフランスに対して宣戦を布告して第二次対仏大同盟に参加し、さらにカイロ征服からわずか1週間後の8月1日に、ホレーショ・ネルソン率いる地中海艦隊がアブキールを守っていたフランスの艦隊を殲滅（ナイルの海戦）、フランス軍の補給と退路を奪いつつあった。また、上エジプト（エジプト南部）ではカイロから逃げ去ったマムルークたちが再起をはかり、抵抗を続けていた。
フランス軍はアレクサンドリアの占領後にアラビア語による布告を出し、住民に向けて自らが「解放者」であることを広く宣伝した。しかし、カイロ入城からわずか3か月後の10月21日にはカイロで暴動が起こってフランス兵300名が暴徒によって殺害され、エジプト人も2,500人以上が殺された。鎮圧のためにアズハル・モスクなどの宗教施設に攻撃を加えたこともエジプト人の反感を高めた。フランス軍は地元の名士を集めたディーワーン（評議会）を組織するなど懐柔にも努めたが、軍による物資の略奪は農民の抵抗や逃散につながり、宗教的マイノリティーであるコプト教徒を統治機構で重用したことや兵士の飲酒は反感に拍車をかけた。このようにフランス軍とカイロ市民らエジプト人との関係は、布告にあったような解放者と被解放者のようなものにはならなかった。ディーワーンの一員で歴史家として知られるジャバルティーは、フランス支配を批判的に年代記に書き残している。
フランス軍は上エジプト平定に別働隊を出す一方、オスマン軍を撃退するためにシリア地方へと北進し、翌1799年にパレスチナに入ってヤッファを占領（ヤッファ攻囲戦）したが、ジャッザール・パシャの支配するアッカ（アッコ）の攻略に失敗し、撤退した（アッコ包囲戦 (1799年)）。このときヤッファのフランス軍内ではペストが流行し、ナポレオンが大勢のペスト患者を置き去りにして見殺しにしてしまったことを現代の歴史家たちの間では非難されているが、一説にはアヘンを与えて安楽死させたといわれている。ナポレオン自身、後にその責任を問われることを考えて、当時は触れることすら恐れられていたペスト患者を自らが見舞う絵を描かせている。それが有名な『ヤッファのペスト患者を見舞うナポレオン』である。
そのころ、フランス本国でもイギリス、オーストリアがフランスに対して攻撃を再開していた。ナポレオンはオリエントでの作戦継続を断念し、フランスへの帰還を決意した。7月25日アブキールの戦いでオスマン軍を撃退した後の8月22日、ナポレオンは少数の側近とともにひそかにエジプトを脱出し、あとには補給を絶たれ、現地人の抵抗と疫病に悩まされる残兵が残された。ナポレオンなき後、ドゼー率いる上エジプトの別働隊はマムルークの首領ムラード・ベイを降すことに成功したが、指揮官なきフランス軍はもはやイギリスとオスマン帝国の攻勢に対してかろうじて抵抗を続けるのが精一杯であった。1801年、2年間に渡る戦いの末、フランス軍の生き残り1万5000人はイギリス・オスマン帝国に降伏、フランスへと帰国した。

## 学術的貢献
ナポレオンはエジプトへの遠征にあたって167名の科学者や建築技術者からなる学術調査団を同行させた。数学者のガスパール・モンジュが調査団の指導的役割を果たした。他にも数学者のジョゼフ・フーリエや、化学者のクロード・ベルトレなどが含まれていた。彼らはエジプトの地勢や物産の調査のほか、古代遺跡の調査にあたった。
調査団の最も有名な業績はロゼッタ・ストーンの発見である。また、ドゼーに同行して上エジプトに赴いた一団はルクソールのカルナック神殿や王家の谷を世界で初めて学術的に記録した。これらの業績は後に1809年から1828年にかけて刊行された『エジプト誌』 Description de l'Egypte にまとめられ、エジプト学の成立に大きく寄与した。
エドワード・サイードは、ナポレオンのエジプト遠征と『エジプト誌』の誕生が、ヨーロッパのオリエンタリズム形成のきっかけのひとつだとしている。